# Juanita Musson
Juanita Musson, eigentlich Juanita Lois Hudspeth (* 16. Oktober 1923 nahe Collinsville, Texas; † 26. Februar 2011 in Sonoma, Kalifornien), war eine US-amerikanische Wirtin und Mäzenin.

## Leben
Musson verbrachte ihre Kindheit in Texas und ihre Jugend meistenteils im Südwesten der USA. Mit 21 Jahren heiratete sie in Wichita Falls (Texas) einen Soldaten namens Richard Musson. Nach Kriegsende ließ sich das Ehepaar in Sausalito (Kalifornien) nieder und lebte dort bis zu ihrer Scheidung 1957. 
Bereits in Sausalito eröffnete Juanita Musson ein Lokal, dem bald weitere im Sonoma County folgten. Über die Region hinaus wurden diese Lokale bekannt durch die unkonventionelle und extravagante Wirtin. Sie war groß, übergewichtig und sehr extrovertiert und trug immer ein Muʻumuʻu in grellen Farben. Außerdem tummelten sich in ihren Lokalen Tiere wie Hunde, Katzen, Affen, Ziegen und andere. 
Obwohl Musson, bedingt durch wirtschaftliche Probleme und ihre Naivität, immer wieder eines ihrer Lokale schließen musste, eröffnete sie kurze Zeit später in der Nähe ein nächstes. Sie war mit Berühmtheiten bekannt, die sie auch in ihren Lokalen immer wieder bewirtete, wie Marlon Brando, Joseph Cotten, The Kingston Trio, Robert Mitchum, die Smothers Brothers und viele andere. Kenneth Rexroth wählte nach seinem Six Gallery reading eines ihrer Lokale für weitere Lesungen aus und einige Vertreter der San Francisco Renaissance arbeiteten bei ihr oder trafen sich dort regelmäßig. 
Im Sommer 1982 schloss Musson ihr letztes Lokal und ließ sich in Sonoma nieder. Dort lebte sie in sehr bescheidenen Verhältnissen und war auf Sozialhilfe angewiesen. 2002 starteten Freunde und ehemalige Gäste für sie eine Spendenaktion und mit deren Erlös konnte Musson in ein Altersheim in Agua Caliente (Sonoma County) umziehen. Am 26. Februar 2011 starb Juanita Musson im Sonoma Valley Hospital an den Folgen eines Schlaganfalls. 
Nach ihrem letzten Willen wurde sie verbrannt und ihre Asche in der Bay vor Sausalito (einem Teil der Bucht von San Francisco) verstreut.